# Нокин, Серик Кенесович
Серик Кенесович Нокин (каз. Серік Кеңесұлы Нокин; род. 17 февраля 1959, село Саралжин, Уилский район, Актюбинская область, Казахская ССР) — государственный деятель Казахстана, Председатель Агентства Республики Казахстан по делам строительства и жилищно-коммунального хозяйства.

## Биография
В 1982 году окончил Саратовское высшее военно-инженерное училище химической защиты по специальности инженер-химик-технолог.
С 1982 года — мастер, заместитель начальника цеха, начальник цеха, заместитель директора по коммерческим вопросам Актюбинского завода хромовых соединений.
С 1995 года — президент, председатель правления АО «Актюбинский завод хромовых соединений».
1998—2002 — президент, директор АО «Жылуэнергия».
1999—2002 — Депутат Актюбинского областного маслихата.
2002—2006 — заместитель акима Атырауской области.
2006—2008 — аким г. Актобе. В 2007 году Село Кенеса Нокина (ныне жилой массив в составе Актобе) было переименовано в честь его отца — Кенеса Нокиновича Нокина, секретаря обкома партии Актюбинской области в 1965—1987 годах.
2008 — заместитель акима Актюбинской области.
С октября 2008 по июль 2009 — председатель Комитета по делам строительства и жилищно-коммунального хозяйства Министерства индустрии и торговли Республики Казахстан.
С 20 июля 2009 года — Председатель Агентства Республики Казахстан по делам строительства и жилищно-коммунального хозяйства.
С 28 июля 2009 года по январь 2013 года являлся председателем Агентства Республики Казахстан по делам строительства и ЖКХ.
С февраля 2013 года по 4 июня 2014 года являлся вице-министром регионального развития Республики Казахстан.
Воинское звание — майор в запасе.